# März 1979
Portal Geschichte | Portal Biografien | Aktuelle Ereignisse | Jahreskalender | Tagesartikel

◄ |
19. Jahrhundert |
20. Jahrhundert
| 21. Jahrhundert

◄ |
1940er |
1950er |
1960er |
1970er
| 1980er | 1990er | 2000er | ►

◄ |
1975 |
1976 |
1977 |
1978 |
1979
| 1980 | 1981 | 1982 | 1983 | ►

◄ |
Dezember 1978 |
Januar 1979 |
Februar 1979 |
März 1979 |
April 1979 |
Mai 1979 |
Juni 1979 |
►
Dieser Artikel behandelt aktuelle Nachrichten und Ereignisse im März 1979.

## Tagesgeschehen

### Donnerstag, 1. März 1979

Regionen mit Zustimmung (grün) und Ablehnung (rot) eines schottischen Parlaments

- Cardiff/Vereinigtes Königreich: Die Teilnehmer eines Referendums im Landesteil Wales lehnen mit einer Mehrheit von 80 % die Errichtung eines walisischen Parlaments und die Möglichkeit zur begrenzten Selbstregierung innerhalb des Vereinigten Königreichs ab.[1]
- Edinburgh/Vereinigtes Königreich: Im Dezentralisierungsreferendum stimmen 32,5 % der wahlberechtigten Schotten für die Errichtung eines schottischen Parlaments und bilden damit die relative Mehrheit gegenüber dem Nein-Lager. Nationalistische Kräfte werten das Votum als ersten Schritt zur Unabhängigkeit Schottlands vom Königreich. 37 % der Wahlberechtigten verzichten auf die Teilnahme am Referendum. Dessen Ziel ist damit verfehlt.[2]
- Kuwait-Stadt/Kuwait: Das neue Wahrzeichen der Stadt wird offiziell eingeweiht. Es besteht aus einem 185 m und einem rund 146 m hohen Wasserturm sowie einem kleineren dritten Turm, von dem aus die Wassertürme nachts angestrahlt werden.[3]
- Madrid/Spanien: Die Parlamentswahl endet mit Mandatsgewinnen für die schon 1977 erfolgreiche Sammlungsbewegung Union des Demokratischen Zentrums (UCD). Sie erhält 168 von 350 Sitzen im Unterhaus. Die Wahl ist die erste im Rahmen der neuen Verfassung von 1978. Aus diesem Grund erhebt der Ausgang der heutigen Wahl den Führungspolitiker der UCD und provisorischen Ministerpräsidenten Adolfo Suárez zum ersten regulären Chef einer Regierung des Königreichs Spanien.[4]

### Samstag, 3. März 1979
- Berlin/Deutschland: Die Jury der 29. Internationalen Filmfestspiele Berlin zeichnet den Film David von Regisseur Peter Lilienthal als besten Beitrag des Festivals mit dem Goldenen Bären aus.[5]

### Sonntag, 4. März 1979
- Deutschland: Der verheerendste Winter seit dem so genannten Hungerwinter 1946/47 geht mit dem heute einsetzenden Tauwetter zu Ende. 67 Tage in Folge lag eine geschlossene Schneedecke über Norddeutschland. Eine Hungerkatastrophe sowie der Zusammenbruch der Fernwärmeversorgung in der DDR wurden abgewendet, weil Atomkraft die lebensbedrohlichen Folgen des witterungsbedingten Abrisses der Stromerzeugung aus Kohle milderte. Auch in der Bundesrepublik verursachte der Winter keine außergewöhnliche Mortalität.[6][7]

### Montag, 5. März 1979
- Berlin/Deutschland: In Anwesenheit von Bundesforschungsminister Volker Hauff wird die Berliner Elektronenspeicherring-Gesellschaft für Synchrotronstrahlung (Bessy) gegründet. Sie soll auf dem Gelände der Physikalisch-Technischen Bundesanstalt einen Speicherring zur Erzeugung intensiver UV-Strahlung errichten.[8]

### Freitag, 9. März 1979
- Berlin/Deutschland: Heinz Rühmann wird als bester Schauspieler mit der Goldenen Kamera ausgezeichnet.[9]

### Dienstag, 13. März 1979
- Brüssel/Belgien: Das gemeinsame Währungssystem tritt in den Mitgliedstaaten der Europäischen Wirtschaftsgemeinschaft rückwirkend zum 1. Januar 1979 in Kraft. Damit endet der Europäische Wechselkursverbund und es beginnt die Europäische Währungseinheit.[10]

### Sonntag, 18. März 1979
- Berlin/Deutschland: Der Regierende Bürgermeister der Stadt und des Landes Berlin Dietrich Stobbe (SPD) kann seine Tätigkeit nach der Wahl zum Abgeordnetenhaus fortsetzen. Seine Partei liegt mit 42,7 % der Wählerstimmen zwar hinter der CDU mit 44,4 %, aber bei 8,1 % Zuspruch für die FDP steht die sozialliberale Koalition nicht in Frage.[11]
- Mainz/Deutschland: Bei der Landtagswahl in Rheinland-Pfalz bleibt die CDU des amtierenden Ministerpräsidenten Bernhard Vogel mit 50,1 % stärkste Kraft. Die beiden Oppositionsparteien SPD und FDP legen jeweils Stimmenanteile zu und verbuchen 42,3 % beziehungsweise 6,4 % Zuspruch. Andere Parteien spielen im Wahlergebnis keine Rolle.[12]
- Sanandadsch/Iran: In der kurdischen Stadt Sanandadsch gehen die Streitkräfte in den bewaffneten Kampf gegen kurdische Freischärler über. Die kurdische Minderheit ist mehrheitlich nicht einverstanden mit der aktuellen systematischen politischen Islamisierung des Iran. Sie erzielte einen militärischen Achtungserfolg, als ihr kürzlich die Einnahme der Militärbasis von Mahabad gelang.[13]

### Dienstag, 20. März 1979
- Furano/Japan: In der Gesamtwertung der Herren-Wettbewerbe des Alpinen Skiweltcups 1978/79 belegt der Schweizer Peter Lüscher nach dem letzten Rennen Platz 1. Bei den Damen gewinnt Annemarie Moser-Pröll aus Österreich den Gesamt-Weltcup.[14][15]

### Donnerstag, 22. März 1979
- New York/Vereinigte Staaten: Der Sicherheitsrat der Vereinten Nationen stellt in seiner Resolution 446 fest, dass die israelische Siedlungspolitik im Gazastreifen, auf den Golanhöhen, in Ostjerusalem und im Westjordanland „keine rechtliche Gültigkeit“  besitzt. Für die dort lebende arabische Bevölkerung gelte das Abkommen IV der Genfer Konventionen. Israel kritisiert die Feststellung des Rats, weil z. B. das Westjordanland und der Gazastreifen nicht als Unterzeichnerstaaten der Genfer Konventionen betrachtet werden können.[16]

### Samstag, 24. März 1979
- München/Deutschland: Der Präsident des FC Bayern München Wilhelm Neudecker tritt nach 17 Jahren zurück. Bei seinem Amtsantritt 1962 spielte die Fußballabteilung in der Oberliga Süd, in der Zwischenzeit stieg der Verein zur europäischen Spitzenmannschaft auf. Auslöser des Rücktritts sind Querelen mit zwei Fußballspielern der Ersten Mannschaft, Paul Breitner und Josef Maier.[17]

### Sonntag, 25. März 1979
- Salzburg/Österreich: Bei der Landtagswahl in Salzburg entfallen 45,4 % der Stimmen auf die ÖVP und 39,1 % auf die SPÖ. Beide Volksparteien bleiben damit gegenüber der Wahl 1974 beinahe unverändert. Als dritte politische Kraft verbleibt die FPÖ im Salzburger Landtag.[18]
- Wien/Österreich: Bei der Wahl zum Landtag von Niederösterreich erreichen wie 1974 zwei Parteien den Einzug ins Landhaus in der Herrengasse. Auf die Volkspartei Niederösterreich, Teil der ÖVP, entfallen rund 49,6 % und auf die SPÖ rund 45,4 % der Stimmen.[19]

### Montag, 26. März 1979
- Washington, D.C./Vereinigte Staaten: Als erster Staat der arabischen Welt bekennt sich heute Ägypten zum Existenzrecht Israels. Präsident Anwar as-Sadat für Ägypten und  Ministerpräsident Menachem Begin für Israel unterzeichnen einen Friedensvertrag, mit dem sie den bis in den Mai 1948 zurückreichenden Kriegszustand ihrer Länder im Nahostkonflikt beenden. Die Vertragsunterzeichnung kommentiert as-Sadat mit den Worten: „Es darf zwischen Arabern und Israelis keinen Krieg und kein Blutvergießen mehr geben.“[20]

### Dienstag, 27. März 1979
- Genf/Schweiz: Die Organisation erdölexportierender Länder beschließt eine Anhebung des Ölpreises auf 14,56 US-Dollar je Barrel ab dem 1. April.[21][22]

### Mittwoch, 28. März 1979

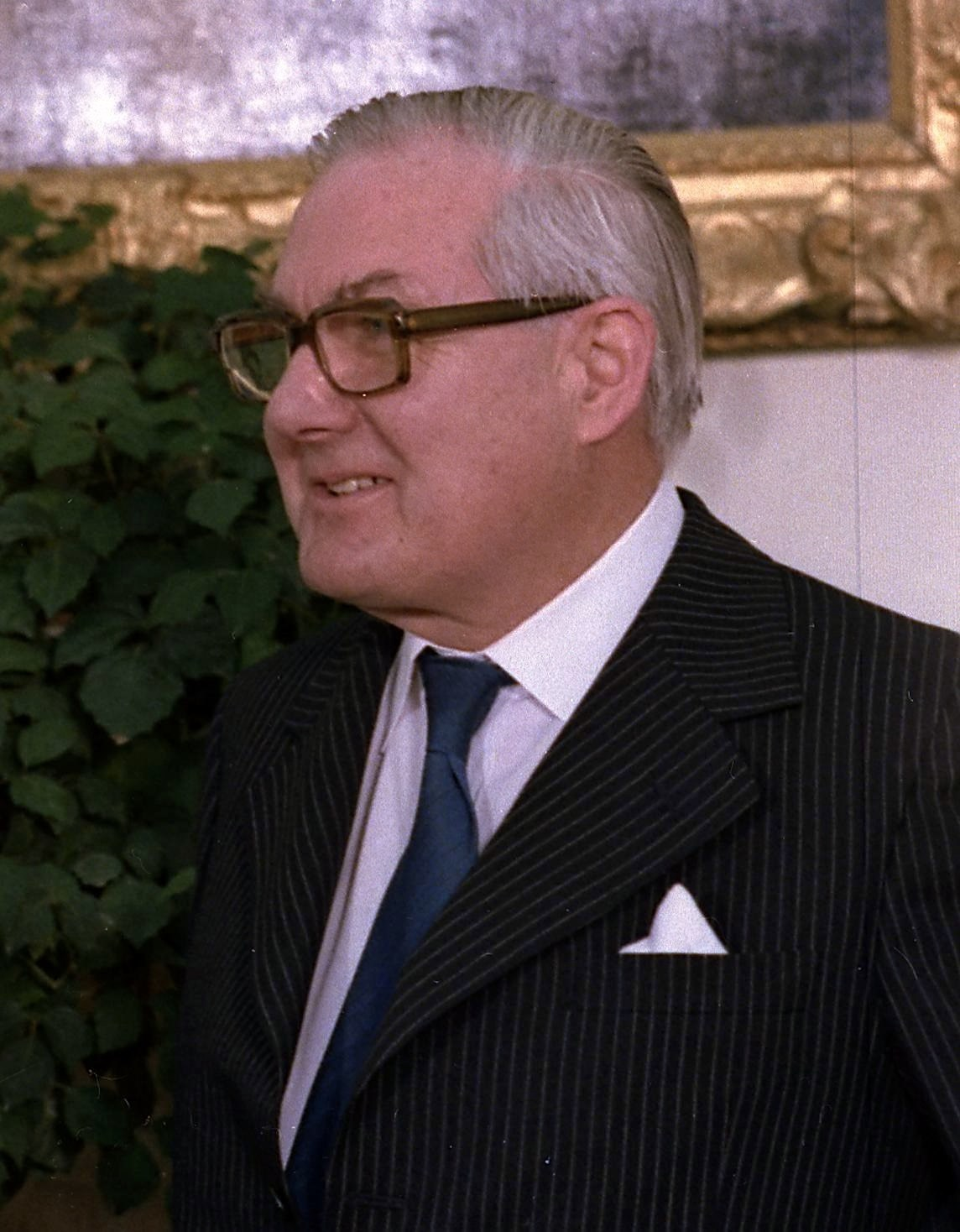
James Callaghan

- Dauphin County/Vereinigte Staaten: Im Kernkraftwerk Three Mile Island, Pennsylvania, kommt es zu einem Reaktorunfall mit partieller Kernschmelze.[23]
- London/Vereinigtes Königreich: Das parlamentarische Unterhaus entzieht der Minderheitsregierung von Premierminister James Callaghan von der Partei der Arbeit mit einer Stimme über der notwendigen Anzahl an Stimmen das Vertrauen. Callaghan setzte die Forderungen aus dem Referendum am 1. März in Schottland nicht um, da die Wahlbeteiligung zu gering war, diese Entscheidung führte zum Widerstand der Schottischen Nationalpartei. Bis spätestens Oktober müssen Neuwahlen stattfinden.[24]

### Samstag, 31. März 1979

Das Logo des World Information Services on Energy, hier mit deutschem Slogan

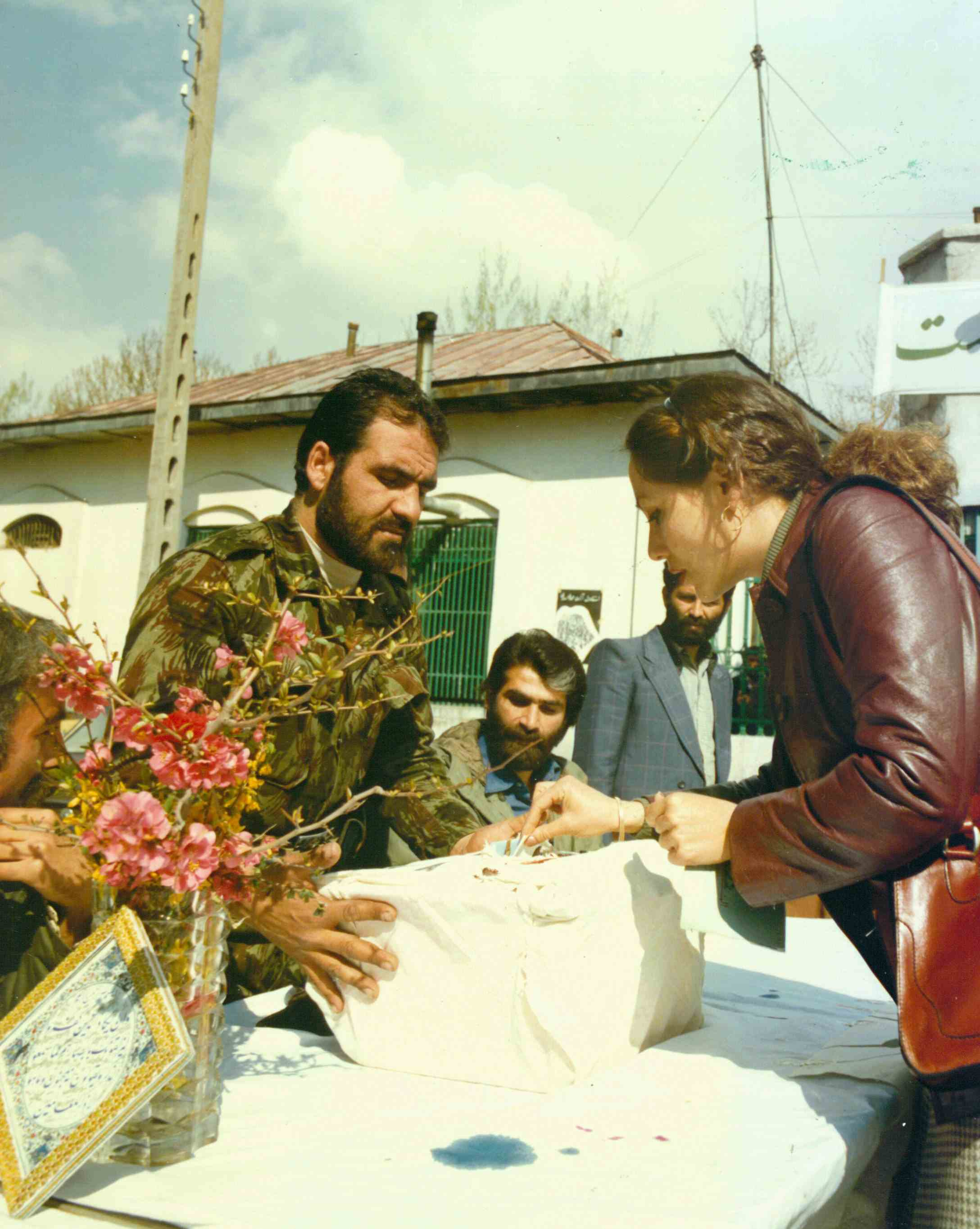
Referendum im Iran zur Etablierung der Islamischen Republik

- Hannover/Deutschland: Rund 100.000 Menschen versammeln sich, um die Ankunft der Atomkraftgegner aus dem Wendland mitzuerleben. Die Demonstranten gegen das geplante Nukleare Entsorgungszentrum bei Gorleben erreichen Hannover auf 150 Traktoren.[25]
- Jerusalem/Israel: Anlässlich des 24. Grand Prix Eurovision de la Chanson im International Convention Center führt der israelische Rundfunk das Farbfernsehen ein. Der Sänger Gali Atari gewinnt das Finale für das Gastgeberland mit Unterstützung der Formation Milk and Honey.[26]
- Teheran/Iran: Die Teilnehmer eines zweitägigen Referendums sprechen sich nach Angaben der Wahlkommission fast vollständig für die Umbenennung des Landes in „Islamische Republik Iran“ aus. Der vorgelegte Wahlzettel enthielt die Frage: „Wollt ihr die Islamische Republik oder das Schahsystem?“ Hierbei impliziert die „Islamische Republik“ laut Ankündigungen von De-facto-Staatsoberhaupt Ruhollah Chomeini sozialpolitische Reformen.[27]